# No Escape (2015)
No Escape is een Amerikaanse actie-thriller uit 2015, geregisseerd door John Erick Dowdle, die ook samen met zijn broer Drew Dowdle het scenario schreef. Hoewel het niet duidelijk is waar de film zich afspeelt (ook al vliegt de familie naar Phnom Penh in Cambodja en grenst het land net als Cambodja aan Vietnam), zijn de opnames onder meer gemaakt in Chiang Mai in Thailand.

## Verhaal
De Amerikaanse ingenieur Jack Dwyer van het waterbedrijf Cardiff vertrekt met zijn gezin naar Zuidoost-Azië om daar een nieuwe start te maken. Als het gezin in een hotel verblijft, komen ze erachter dat de telefoon en elektriciteit niet werken. Jack gaat naar buiten om te kijken wat er aan de hand is. De straten zijn leeg, maar aan zijn rechterzijde ziet hij de oproerpolitie en aan zijn linkerzijde opstandelingen. Er vindt een staatsgreep plaats, waarbij hij maar net weg kan komen. Jack gaat terug naar het hotel om zijn gezin te waarschuwen.
Als ze worden aangevallen door de opstandelingen, kunnen ze het gebouw niet meer uit. Jack en zijn gezin slaan op de vlucht en gaan naar de bovenverdieping. Onderweg komen ze de Britse zakenman Hammond tegen. Die zegt ze mee te gaan naar het dak van het gebouw. Daar aangekomen wachten nog meer Amerikanen en andere buitenlanders op hulp. Als een helikopter arriveert, denken ze dat ze geholpen worden. Het is echter de vijand die onmiddellijk op iedereen op het dak begint te schieten. De helikopter raakt met zijn staart een kabel, komt vast te zitten en stort neer op het gebouw. Hammond, Jack en zijn gezin kunnen maar net aan de dood ontsnappen en vluchten verder. Om te overleven moeten ze terugvechten.

## Rolverdeling
| Acteur               | Personage                    |
| -------------------- | ---------------------------- |
| Owen Wilson          | Jack Dwyer                   |
| Lake Bell            | Annie Dwyer                  |
| Pierce Brosnan       | Hammond                      |
| Sterling Jerins      | Lucy Dwyer                   |
| Claire Geare         | Briegel "Beeze" Dwyer        |
| Sahajak Boonthanakit | "Kenny Rogers"               |
| Thanawut Ketsaro     | Samnang (als Thanawut Kasro) |